# Ewa Mirowska
Ewa Mirowska (ur. 17 października 1940 w Krakowie) – polska aktorka teatralna i filmowa, pedagog.
Absolwentka krakowskiej PWST. Wieloletnia aktorka Teatru im. S. Jaracza w Łodzi. Profesor wydziału aktorskiego łódzkiej filmówki.

## Role teatralne
- Mirandolina Carla Goldoniego, reż. Wanda Laskowska – Mirandolina
- Hamlet Williama Szekspira, reż. Jan Maciejowski – Gertruda
- Antygona Sofoklesa, reż. Jerzy Grzegorzewski – Antygona
- Stara kobieta wysiaduje Tadeusza Różewicza, reż. Ewa Bułhak – Stara kobieta
- Okapi Stanisława Grochowiaka, reż. Jan Maciejowski – Okapi
- Tramwaj zwany pożądaniem Tennessee Williamsa, reż. Jan Bratkowski – Blanche
- Panna Julia Augusta Strindberga, reż. Wojciech Szulczyński – Julia
- Kartoteka Tadeusza Różewicza, reż. Ryszard Major – Sekretarka
- Trans-Atlantyk Witolda Gombrowicza, reż. Mikołaj Grabowski – Maestro
- Wesele Stanisława Wyspiańskiego, reż. Bohdan Hussakowski – Radczyni
- Tytus Andronikus Williama Szekspira, reż. Maciej Prus – Tamora
- Wyzwolenie Stanisława Wyspiańskiego, reż. Maciej Prus – Muza
- Królowa Śniegu Hansa Christiana Andersena, reż. Waldemar Zawodziński – Królowa Śniegu
- Zabawa w koty Istvána Örkényego, reż. Waldemar Zawodziński – Orbánova

## Filmografia
- Gąszcz (1997), reż. Małgorzata Burzyńska – Matka Andrzeja
- Profesor na drodze (1973), reż. Zbigniew Chmielewski – Halina Pawlakowa
- Tabliczka marzenia (1968), reż. Zbigniew Chmielewski – Ekspedientka w sklepie
- Julia, Anna, Genowefa... (1967), reż. Anna Sokołowska – Urzędniczka PCK
- Beata (1964), reż. Anna Sokołowska – Ewa

## Odznaczenia
- 1972 Honorowa Odznaka miasta Łodzi
- 1975 Srebrny Krzyż Zasługi
- 1977 Odznaka „Zasłużony Działacz Kultury”
- 1985 Złoty Krzyż Zasługi
- 1998 Krzyż Kawalerski Orderu Odrodzenia Polski[1]
- 1999 Odznaka za zasługi dla Łodzi
- 2006 Srebrny Medal „Zasłużony Kulturze Gloria Artis”[2]